# Islas de Sotavento Británicas
Las Islas de Sotavento Británicas se refiere a la colonia caribeña, primero inglesa y después británica, existente de 1671 a 1958, excepto los años de 1816 a 1833. Las islas de Sotavento fueron establecidas como una colonia inglesa en 1671. En 1816, las islas fueron divididas en dos regiones: Antigua, Barbuda, y Montserrat en una colonia, y San Cristóbal, Nieves, Anguila, y las islas Vírgenes en el otro.
Las islas de Sotavento, según la clasificación anglosajona, o las islas de Barlovento del norte fueron reunidas otra vez en 1833, estando hasta 1871 bajo la administración del gobernador de Antigua. Las islas fueron conocidas como la Colonia Federal de las Islas de Sotavento de 1871 a 1956, con Dominica haciendo parte de la colonia en 1871 pero dejándola otra vez en 1940, y en 1958 las islas restantes se convirtieron en la Federación de las Indias Occidentales.
Un equipo de críquet representativo de las islas de Sotavento continúa participaando en el torneo doméstico de críquet de las Indias Occidentales.

## Sellos
Todas las islas de Sotavento tenían sellos de utilizando la inscripción "ISLAS DE SOTAVENTO" entre 1890 y el 1 de julio de 1956, a menudo al mismo tiempo con sellos con el nombre de la colonia. Las islas emitieron también sellos propios entre 1882 y 1930.